# André Gaillard (verzetsstrijder)

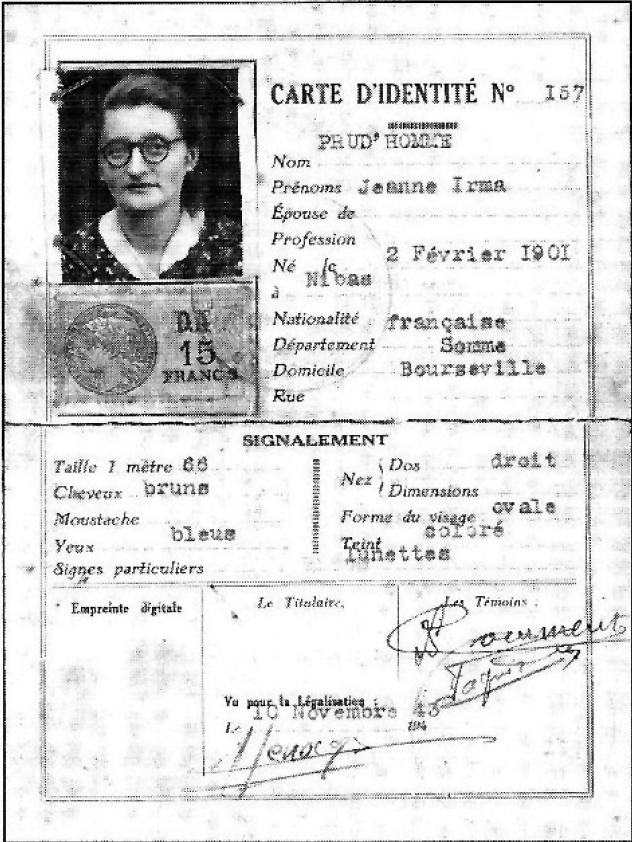
Valse identiteitskaart van Françoise Gaillard, vrouw van André. Het koppel speelde lokaal een belangrijke rol in het Franse verzet tijdens de Tweede Wereldoorlog.

André Gaillard, beter bekend onder zijn verzetsnaam Léon, speelde samen met zijn vrouw Françoise (alias Irma) een voorname rol in een Franse verzetsgroep in de Tweede Wereldoorlog, die actief was in Picardië. Ze vernielden Duitse verbindingslijnen, vingen neergeschoten piloten op, organiseerden wapendroppings en hielden nauwkeurig de Duitse activiteiten in 'hun' zone in de gaten. Gaillard, een opzichter in de suikerbietenfabriek van Saint-Blimont, vormde in de zomer van 1942 de verzetsgroep na een oproep van generaal Charles de Gaulle.
Het koppel had twee dochters: Lucienne Gaillard en Josiane Gaillard. Op 16 juni 1944 werden André en zijn vrouw gevangengezet in de gevangenis van Abbeville. In diezelfde gevangenis zaten op dat moment 161 gevangenen waaronder 70 verzetsstrijders. Vier van hen, waaronder Gaillard, stonden op de lijst om gefusilleerd te worden.
Ondertussen zette Maurice Fuzelier een bevrijdingsactie op touw. Op 22 juni 1944 pleegde hij samen met tien verzetsstrijders een aanval op de gevangenis van Abbeville. De aanval werd mede mogelijk gemaakt door Charles Fournet, de leider van een lokaal verzetsnetwerk met de bijnaam "Big John". Hij was gevangenisbewaker in Abbeville. Zonder één schot te lossen bevrijdde de groep 70 mannen en vrouwen.

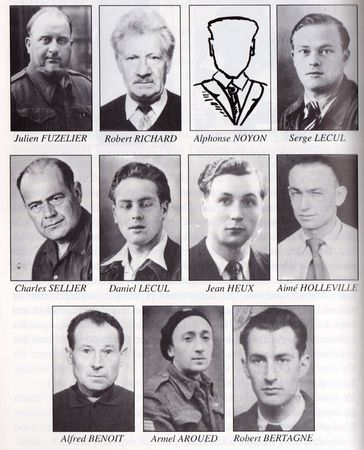
De elf verzetsstrijders die de aanval op de Gestapo-gevangenis van Abbeville uitvoerden op 22 juni 1944.

## Verzetsgroep Vimeu
In juni 1940 luisterde vrijwel geen Fransman naar de toespraken van generaal Charles de Gaulle. In 1941 had hij, volgens schattingen van zijn tegenstanders in Vichy, zo'n driehonderdduizend luisteraars. In 1942 steeg dat aantal tot drie miljoen. Charles de Gaulle praatte in deze toespraken over de résistance alsof het een gewoon staand leger was in plaats van een beginnende guerrillabeweging van, aanvankelijk, geen zevenduizend mannen en vrouwen. Vanaf het begin werkte hij aan een nieuwe nationale mythe, een hoopgevend geschiedenisverhaal dat Frankrijk geestelijk overeind zou helpen. 'Frankrijk heeft in 1940 een slag verloren, niet de oorlog', was het motto dat hij voortdurend herhaalde.
Zo begon de résistance: als een losse beweging van beneden af van Fransen van allerlei standen en rangen, een guerrilla van enthousiaste amateurs. Ze kregen al snel wapens vanuit Engeland en werden door Britse undercover-agenten geïnstrueerd.
De résistance kreeg een sterke impuls door het groeiende verzet tegen de Jodenvervolging. De kerken speelden hierin een centrale rol. In veel opzichten bleef de Katholieke Kerk het Vichy-regime tot het bittere eind trouw, maar in de zomer van 1942 ontstond er over de jodenvervolging een hevig conflict. Op 23 augustus liet de bejaarde aartsbisschop van Toulouse, Jules-Géraud Saliège, van de kansels in zijn diocees een herderlijke brief voorlezen, waarin hij de jacht op de joden veroordeelde:

Joden zijn mannen. Joden zijn vrouwen. Ze zijn een deel van de mensheid. Ze zijn onze broeders zoals ieder ander. Een christen kan dat niet vergeten.
— Jules-Géraud Saliège, aartsbisschop van Toulouse

De brief veroorzaakte een kettingreactie: tientallen andere bisschoppen en kerkelijke leiders volgden zijn voorbeeld.
Een kerkelijke verzetsgroep begon joodse kinderen uit Vénissieux weg te smokkelen, een van de ergste opvangkampen bij Lyon. Daarmee ontstond een nieuwe bron van verzet: katholieken die Pétain in beginsel goedgezind waren, maar die de toenemende mensenjacht van Vichy en de Duitsers niet langer met hun geweten konden verenigen en de protestanten die eerder al massaal in actie kwamen.
Op 1 februari 1944 fuseerden de belangrijkste militaire groeperingen van het Franse verzet: l'Armée Secrète (AS), l'Organisation de Résistance de l'Armée (ORA) en de Francs-Tireurs et Partisans (FTP). Zo ontstonden de Franse Binnenlandse Strijdkrachten of Les Forces Françaises de l'Intérieur (FFI).
Het amateuristische groepje waartoe André Gaillard behoorde was ondertussen uitgegroeid tot een ervaren guerrillacompagnie van de Franse Binnenlandse Strijdkrachten, met zeven officieren, tweeëntwintig onderofficieren en honderdzestig manschappen. Ze waren nu een onderdeel, het 3e FTP du Vimeu, van één groot leger: de Vrije Fransen die in Afrika en Italië met de geallieerden meevochten en de diverse verzetsgroepen in Frankrijk zelf.
Ook Françoise en hun dochter Lucienne speelden een voorname rol binnen de 3e FTP du Vimeu. Ze brachten berichten over wapentransporten en locaties waar neergehaalde piloten zich bevonden naar de verzetslieden die om veiligheidsredenen overal verspreid waren. Het feit dat ze vrouwen waren en vooral de jonge leeftijd van Lucienne wekte weinig wantrouwen bij de Franse en Duitse politie. Per fiets konden ze makkelijk afstanden overbruggen van 30 tot 40 kilometer.
Van het 3e FTP Vimeu kwamen uiteindelijk achttien mannen en vrouwen om het leven. Twee werden gefusilleerd, zes gedood in vuurgevechten, en tien van de vijftien die werden gedeporteerd naar concentratiekampen zouden nooit meer terugkomen.

## Activiteiten van de verzetsgroep
Van augustus tot december 1943 pleegde de verzetsgroep de volgende daden:
- Op 3 augustus blies André Gaillard met zijn mannen een lanceerplatform op.
- Op 23 augustus lieten ze een Duitse militaire trein ontsporen; de Duitsers in hun zone waren voortdurend bezig met kustversterkingen in verband met een mogelijke invasie.
- In de nacht van 23 oktober lieten ze een troepentransport voor Rusland exploderen, met menselijke en materiële verliezen.
- Op 28 oktober saboteerden ze de lijn Parijs-Calais, waardoor een trein vol troepen en oorlogsmaterieel in volle vaart uit de rails liep.
- Op 11 november lieten ze – op de hoogte gehouden door Frans spoorwegpersoneel – op dezelfde lijn een trein met militair materieel ontsporen. Over het effect van dit soort acties waren ze tevreden, want de lijn kon dagenlang niet gebruikt worden voor versterkingen, er waren meestal veel slachtoffers en het materieel waren de Duitsers voorgoed kwijt.
- Op 16 november werd een partij vlas die door de Duitsers was gevorderd, in brand gestoken.
- Op 10 december bevrijdden ze, met hulp van de plaatselijke brigadier, twee verzetsmensen uit de gendarmerie van het plaatsje Gamaches, net voor hun transport naar de Gestapo-gevangenis in Abbeville.
- Op 16 december lieten ze 's nachts een trein met artillerie ontsporen. Toen de volgende dag een Duitse hulptrein arriveerde, joegen ze bij de laatste stop, de machinist weg en zetten alles op volle stoom vooruit. De spooktrein reed in volle vaart op de wrakstukken van het eerder ontspoorde artillerietransport in.
- Op 28 december wisten ze de spoorlijn te blokkeren: een trein met vier wagons verongelukte.